# Vicente Garrido Calderón
Vicente Garrido Calderón (Ciudad de México, 22 de junio de 1924 - Guadalajara, Jalisco, 11 de agosto de 2003) fue un compositor mexicano. Se le llegó a referir como “el padre del bolero moderno”. Las canciones que escribió a lo largo de sus 60 años de trayectoria artística han sido interpretadas por diversos cantantes latinoamericanos.

## Semblanza biográfica
Nació en la Colonia Roma de la Ciudad de México, fue hijo de Vicente Garrido Alfaro y Concepción Calderón. Su padre fue poeta y su madre tenía afición por la música. La tradición artística de su familia se remonta hasta sus bisabuelos, Vicente Alfaro y Calixta Gutiérrez, quienes llegaron a ser mecenas de varios músicos, entre ellos Juventino Rosas, mientras que su abuela, Maura Alfaro, fue cantante de ópera. Debido a las tertulias que organizaba su padre, pudo convivir con Carlos Pellicer, Francisco Monterde y Alfonso Reyes Ochoa desde que era muy joven, de esta forma comenzó a versificar pequeños poemas que su padre compiló y publicó en un pequeño libro llamado Destellos, poemas de los diez años. 
Por otra parte, inspirado por su abuela, estudió piano, debutó como pianista profesional en 1944 en la radiodifusora XEFO. Dos años más tarde se unió al grupo Los Excéntricos del Ritmo. Fue pianista en el restaurante Ciro's de la Ciudad de México. Asimismo, fue pianista de la cantante estadounidense Joanne Walsh, a quien acompañó en sus giras musicales por Puerto Rico, República Dominicana y Cuba. Debutó como presentador de radio en el programa Regalos musicales de la XEQ.
Fue homenajeado en varias ocasiones en Cuba y en 1995 por el Consejo Nacional para la Cultura y las Artes en el Palacio de Bellas Artes de la Ciudad de México.  En 2002 publicó el libro Tonadas y quimeras en el cual se recopilan 78 de sus composiciones, así como datos biográficos y fotografías.  Falleció de un paro respiratorio en la ciudad de Guadalajara el 11 de agosto de 2003.

## Obra musical
Su primer éxito como compositor musical fue hacia la mitad de la década de 1950 con el bolero “No me platiques más”. Entre otras de sus composiciones se encuentran “Coincidencias”, “Diferencia”, “El romance de la entrega”, “En tu lugar”, “Paradoja”, “Siempre nuevo”, “Te me olvidas”, “Tengo el secreto”, “Una semana sin ti”, y varias más. 
Sus canciones han sido grabadas por Javier Solís, Lucho Gatica, Pedro Infante, Marco Antonio Muñiz, Nat King Cole, Luis Miguel, Gualberto Castro, Víctor Yturbe, Amparo Montes, Tania Libertad, Pedro Vargas, Olga Guillot, Bola de Nieve, Pablo Milanés y José José entre muchos otros.